# Michelle Wu (Triathletin)
Michelle Wu (* 3. März 1983 in Sydney) ist eine ehemalige australische Duathletin und Triathletin.

## Werdegang
Sie wurde seit 2004 von Ben Gathercole trainiert.
2006 wurde sie im Triathlon bei der Weltmeisterschaft auf der Kurzdistanz Dritte in ihrer Altersklasse. 2007 wurde Michelle Wu Australische Duathlon-Meisterin. Im Juni 2008 wurde sie Triathlon-Weltmeisterin auf der olympischen Distanz in der Altersklasse 25–29.
Michelle Wu startet seit 2009 als Profi-Triathletin und lebt heute in Canberra. Im Rahmen der Ironman 70.3 Weltmeisterschaft 2010 konnte sie drei Siege verbuchen.
Im August 2013 startete sie beim Ironman Japan erstmals auf der Ironman-Distanz (3,86 km Schwimmen, 180,2 km Radfahren und 42,195 km Laufen) und belegte den zweiten Rang.
2015 hatte sie mit gesundheitlichen Problemen im Rücken zu kämpfen und tritt seitdem nicht mehr international in Erscheinung.

## Sportliche Erfolge
| Datum/Jahr    | Rang | Wettbewerb                             | Austragungsort | Zeit     | Bemerkung                                                                          |
| ------------- | ---- | -------------------------------------- | -------------- | -------- | ---------------------------------------------------------------------------------- |
| 16. Nov. 2014 | 3    | Challenge Shepparton                   | Shepparton     | 04:32:35 |                                                                                    |
| 16. März 2014 | 5    | Challenge Batemans Bay                 | Batemans Bay   | 04:43:10 |                                                                                    |
| 9. Feb. 2014  | 7    | Ironman 70.3 Geelong                   | Geelong        | 05:00:56 |                                                                                    |
| 2. Nov. 2013  | 1    | Ironman 70.3 Taiwan                    | Kenting        | 04:28:13 |                                                                                    |
| 18. Aug. 2013 | 3    | Ironman 70.3 Yeppon                    | Yeppoon        | 04:35:52 |                                                                                    |
| 20. Jan. 2013 | 6    | Ironman 70.3 Auckland                  | Auckland       | 04:36:08 |                                                                                    |
| 5. Aug. 2012  | 5    | Ironman 70.3 Philippines               | Camarines Sur  | 04:37:07 |                                                                                    |
| 3. Juni 2012  | 2    | Ironman 70.3 Cairns                    | Cairns         | 04:30:00 |                                                                                    |
| 2. Apr. 2012  | 1    | Batemans Bay Ultimate Triathlon        | Batemans Bay   | 05:26:23 | Siegerin der Erstaustragung                                                        |
| 11. Dez. 2011 | 2    | Ironman 70.3 Canberra                  | Canberra       | 04:30:24 | Zweite bei der Erstaustragung                                                      |
| 4. Dez. 2011  | 6    | Ironman 70.3 Asia Pacific              | Phuket         | 04:38:27 |                                                                                    |
| 5. Nov. 2011  | 1    | Ironman 70.3 Taiwan                    | Kenting        | 04:31:55 |                                                                                    |
| 14. Aug. 2011 | 1    | Capricorn Resort Ironman 70.3 Yeppon   | Yeppoon        | 04:22:43 | Siegerin bei der Erstaustragung                                                    |
| 17. Juli 2011 | 3    | Ironman 70.3 Racine                    | Racine         | 04:33:48 |                                                                                    |
| 1. Mai 2011   | 3    | Ironman 70.3 Port Macquarie            | Port Macquarie | 04:41:10 | Dritte bei der Erstaustragung                                                      |
| 20. März 2011 | 3    | Ironman 70.3 Singapore                 | Singapur       | 04:25:31 | [ 6 ]                                                                              |
| 12. Dez. 2010 | 1    | Canberra Half Ironman Triathlon        | Canberra       | 03:56:52 | [ 7 ]                                                                              |
| 5. Dez. 2010  | 4    | Ironman 70.3 Asia Pacific              | Phuket         | 04:32:13 | Vierte hinter der Schweizer Siegerin Caroline Steffen                              |
| 30. Okt. 2010 | 1    | Ironman 70.3 Taiwan                    | Kenting        | 04:34:58 | Sieg bei der Erstaustragung (1,9 km Schwimmen, 90 km Radfahren und 21,1 km Laufen) |
| 19. Sep. 2010 | 1    | Ironman 70.3 Tokoname                  | Tokoname       | 04:51:27 | Siegerin bei der Erstaustragung in Japan                                           |
| 16. Aug. 2010 | 2    | Capricorn Resort Half Ironman          | Yeppoon        | 04:32:32 | [ 10 ]                                                                             |
| 5. Apr. 2009  | 10   | ITU Triathlon Oceania Cup              | New Plymouth   | 02:11:54 | hinter der Siegerin Kirsten Sweetland                                              |
| 14. Dez. 2008 | 2    | Canberra Half Ironman Triathlon        | Canberra       | 04:56:56 |                                                                                    |
| 8. Juni 2008  | 1    | ITU Triathlon World Championship 25–29 | Vancouver      | 02:00:14 | Weltmeisterin auf der olympischen Distanz in der Altersklasse 25–29                |
| 16. Dez. 2007 | 1    | Canberra Half Ironman Triathlon        | Canberra       |          | Siegerin beim ersten Start auf der halben Ironman-Distanz                          |
| 2. Sep. 2006  |      | ITU Triathlon World Championship 20–24 | Lausanne       | 02:24:46 | Dritte in der Klasse W 20–24                                                       |

| Datum/Jahr    | Rang | Wettbewerb        | Austragungsort | Zeit     | Bemerkung |
| ------------- | ---- | ----------------- | -------------- | -------- | --------- |
| 3. Mai 2015   | 6    | Ironman Australia | Port Macquarie | 10:24:49 |           |
| 31. Aug. 2013 | 2    | Ironman Japan     | Hokkaidō       | 10:19:24 | [ 11 ]    |

| Datum/Jahr    | Rang | Wettbewerb                        | Austragungsort | Zeit     | Bemerkung                       |
| ------------- | ---- | --------------------------------- | -------------- | -------- | ------------------------------- |
| 23. Sep. 2007 | 1    | Australian Duathlon Championships | Canberra       | 02:13:49 | Australische Duathlon-Meisterin |

(DNF – Did Not Finish)